# История на Лихтенщайн
Политическата идентичност на княжество Лихтенщайн са заражда през 814 г., с образуването на поддържавата Долна Реция. Границите на Лихтенщайн остават непроменени от 1434 г. насам, когато река Рейн установява границата между Свещената Римска империя и Швейцарските кантони.
Именията Шеленберг и Вадуц, придобити през 1699 г. от дома Лихтенщайн (в Австрия), са част от множеството графства, херцогства, княжества и държави, обединени в Свещената Римска империя. През 1719 г. владенията са обявени за наследствено имперско княжество Лихтенщайн от император Карл VI.
Член на Германската Конфедерация от 1815 г. до разпадането ѝ през 1866 г., Лихтенщайн се съюзява след това с Австро-Унгария.
През 20 век се съюзява с Швейцария – двете страни са свързани с валутни, пощенски, митнически, търговски и дипломатически договори.
Лихтенщайн е член на ООН от 1990 г.